# チーム長野
チーム長野（チームながの）は、長野県カーリング協会に所属していた女子カーリングチーム。長年にわたり日本の女子カーリング界を支えた強豪であり、ライバルのチーム青森とは幾多の名勝負を生んだ。2005年日本カーリング選手権優勝。2006年冬季トリノオリンピックおよび、2010年冬季バンクーバーオリンピックのカーリング競技日本女子代表候補。2006年世界カーリング選手権と2007年アジア冬季競技大会に日本代表として出場。2010年4月末をもって、結成以来16年間の活動に終止符を打ち解散した。

## 略歴
1994年　
- 軽井沢町立軽井沢中学校のカーリング部に所属していた土屋由加子、園部淳子らが「チームカルテット」を結成。

1995年
- チーム名を「チームPICTIC」に変更。

1997-1998シーズン
- 園部智子（園部淳子の妹）が正式加入。
- 12月21日-23日、日本ジュニアカーリング選手権（第6回）に初出場。最終順位は2位。以後ジュニア最後の年となる2001年まで、同大会における最終順位は4年連続2位（優勝は、前2年が林弓枝、小野寺歩が所属したシムソンズ、後2年が目黒萌絵率いる空知こざくらであり長いチーム青森とのライバル関係の序章となった。）。同年、第15回日本カーリング選手権にも初出場。最終順位は3位。
- 2月、長野オリンピックの聖火リレーにチームで参加、最後に園部淳子がカーリング競技の会場となった軽井沢町の聖火台に聖火を点灯した。

2001年　
- 00年-01年シーズン終了後、土屋と園部姉妹以外の2人が離脱。メンバーが3人となり、解散の危機に直面するが、亀山智恵美が正式加入しチームの再編成を果たす。

2003-2004シーズン
- ジュニアチームと掛け持ちで佐藤みつきがフィフス（リザーブ）として加入。
- 6月、園部淳子と亀山智恵美が車で一緒に帰宅中、玉突き事故に巻き込まれ重傷を負う。
- 日本カーリング協会の規定変更（スキップの名前をチーム名に入れる）により、公式チーム名を「チーム土屋」に変更。
- 3月、トリノオリンピック日本代表候補強化合宿兼選考会に参加。通算成績は0勝5敗で参加4チーム中4位。

2004-2005シーズン
- 2月23日-27日、第22回日本カーリング選手権に出場し、優勝。第15回パシフィックカーリング選手権への出場権を獲得する。また、この大会の予選および決勝トーナメントにおいて、既にトリノオリンピック代表に内定していた「青森県協会（=「フォルティウス」。後の「チーム青森」）」を破り、優勝したことが後述の「トリノオリンピック代表選考会」開催のきっかけとなった。なお、この大会の直前に行われた日本ジュニアカーリング選手権では、佐藤みつきが掛け持ちで所属していた「チーム掛川（「Wish」）」が優勝しており、佐藤はこの年の一般とジュニアの日本選手権タイトル二冠を達成したことになる。

2005-2006シーズン
- 日本カーリング協会の規定変更により、公式チーム名を「チーム長野」に変更。
- 佐藤みつきがジュニアの「チーム掛川（「Wish」）」から離脱し正式に加入。
- 11月23日、同年2月に行なわれた第22回日本カーリング選手権における「チーム長野」の成績を鑑みた日本カーリング協会の裁定により、両チームによるオリンピック冬季競技大会日本代表（女子）選考会[1]が北海道常呂町（現北見市）で行われた。選考試合は2試合行なわれ、国際大会などでの実績で勝る「チーム青森」には1勝、「チーム長野」は2勝することが代表権獲得の条件として課せられた。結果は第1戦で「チーム青森」に敗れ、代表権獲得はならなかった。
- 12月2日-7日、台北で行われた第15回パシフィックカーリング選手権に初出場し、優勝。世界カーリング選手権への出場権を獲得する。
- 2月1日-5日、長野県軽井沢町で行われた軽井沢国際カーリング選手権大会に、日本カーリング協会推薦の全日本女子チームとして出場。最終順位は3位。なお、この大会には、後にチーム長野に加わる佐藤美幸が全日本ジュニアチームのサードとして、また後に「チーム青森」に加わる山浦麻葉が「長野県選抜チーム」のスキップとして出場していた。
- 3月8日-12日、第23回日本カーリング選手権に出場。最終順位は2位。なお本大会では「チーム青森」と、予選、タイブレーク、決勝の合計3度にわたり対戦したが、結果は3戦3敗だった。
- 3月18日-26日、カナダで行われた世界カーリング選手権に初出場。最終順位は11位。通算成績も3勝8敗と振るわなかったが、大ベテランのDordi Nordby率いるノルウェー代表チーム（トリノオリンピック4位）に勝利する。さらに園部淳子が参加選手全員の投票によって「最もスポーツマン精神を持った選手」に贈られるFrances Brodie Awardを受賞。この賞はRhona Martin（イギリス）、Dordi Nordby、Madeleine Dupont（デンマーク）、Cassandra Johnson（アメリカ）など各国のトップクラスの選手達に贈られてきた名誉ある賞で、日本人の受賞は1995年の石垣綾子以来史上2人目の快挙だった。

2006-2007シーズン
- 9月、学業に専念するため亀山智恵美がチームを離脱。佐藤美幸がフィフス（リザーブ）として加入（「チーム軽井沢ジュニア（＝「Wish」）」との掛け持ち）。
- 12月16日-17日、当初、2007年3月に青森で開催予定の第28回世界カーリング選手権の日本代表には、同年3月開催の第23回日本カーリング選手権で優勝した「チーム青森」が内定していた。しかし主力選手である小野寺歩、林弓枝の両名が同年5月にチームを離脱した影響を鑑み、改めて「チーム青森」と「チーム長野」による2007年世界女子カーリング選手権大会日本代表チーム選考会が北海道北見市（旧常呂町）にて行われた。選考試合は全5試合。「先に3勝したチームが代表権を獲得する」という条件下で実施されたが、2勝2敗で迎えた第5戦で「チーム青森」に敗れ、代表権獲得はならなかった。
- サードの園部淳子に代わり、リードの佐藤みつきがバイス・スキップ（スキップが投球するときに、スキップに代わってハウスに立って指示をする選手）を担当するようになる。
- 1月28日-2月4日、中華人民共和国の長春で行われたアジア冬季競技大会に初出場。予選を5勝1敗で1位通過したものの、決勝で韓国に逆転負けを喫し、準優勝に終わる。
- 2月21日-25日、第24回日本カーリング選手権に出場。決勝で再び「チーム青森」と対戦したが延長戦（11エンド）の末敗れ、準優勝に終わる。

2007-2008シーズン
- 2月6日-11日、1月に行われた関東中部選手権で3位に終わったため、開催地推薦枠で第25回日本カーリング選手権に出場。決勝で再び「チーム青森」と対戦したが、最終10エンドで逆転され、この大会3年連続の準優勝となった。
- 2月13日-17日、軽井沢国際カーリング選手権大会に日本選抜（Japan Selection）チームとして出場。準決勝で中国に、決勝で「チーム青森」（日本代表チーム）に勝利し、念願のこの大会初優勝を飾った。なお、この大会と前週の日本選手権では従来のポジションを入れ替え、園部淳子がセカンドを園部智子がサードを担当した。

2008-2009シーズン
- 1月16日-18日、第15回中部カーリング選手権で2位に終わったため、第26回日本カーリング選手権への出場を逃す。

2009-2010シーズン
- 佐藤みつきと佐藤美幸がチームを離脱。佐藤美幸は新たに発足した「中部電力カーリング部」に加入。
- 6月30日、谷本文子（東京都カーリング協会所属）を新たにチームに迎え、11月に行われるオリンピックトライアルに臨むと発表。
- 11月、バンクーバーオリンピック女子カーリング日本代表決定戦に出場。第1ラウンドで常呂高に2勝1敗で勝利し、「チーム青森」との代表決定戦に進出したが、2勝のアドバンテージをもつ「チーム青森」に0勝4敗で敗れ、五輪代表権獲得はならなかった。
- 4月27日チーム長野の公式ウェブサイトで4月末をもって16年間の活動を終了することを発表。なお、メンバーそれぞれはカーリングを続けていくとのこと。

## 解散後
2010年
- 8月、園部淳子が新たに発足した富士急行カーリング部「チームフジヤマ」に加入。

2011年
- 2月、土屋由加子が「中部電力カーリング部」のリザーブとして第28回日本カーリング選手権に出場し、優勝。正式な所属ではなく、大会限定のリザーブだったとはいえ、土屋個人にとっては2005年以来、2度目の日本選手権優勝となった。

## 選手
活動終了時のメンバー
- 土屋由加子 （つちや ゆかこ、スキップ、所属：1994年-2010年、1980年5月6日生、身長157cm、体重53kg、血液型A型）
- 園部淳子 （そのべ じゅんこ、セカンド、サード、所属：1994年-2010年、1980年12月21日生、身長161cm、体重47kg、血液型O型）
- 園部智子 （そのべ ともこ、セカンド、サード、所属：1997年-2010年、1982年8月25日生、身長164cm、体重56kg、血液型B型）
- 谷本文子　(たにもと あやこ、所属：2009年-2010年、1968年9月28日生、血液型A型)

過去に所属していたメンバー（2001年以降）
- 佐藤みつき （さとう みつき、リード、所属：2003-2009年、1985年3月19日生、身長159cm、体重69kg、血液型AB型）
- 佐藤美幸 （さとう みゆき、フィフス（リザーブ）、所属：2006-2009年、1989年12月26日生、身長160cm、体重59kg、血液型A型）
- 亀山智恵美 （かめやま ちえみ、リード、所属：2001-2006年、1984年10月31日生、身長165cm、血液型B型）

## 主な戦歴
1997年-1998年シーズン
- 第6回日本ジュニアカーリング選手権：2位（優勝：シムソンズ）
- 第15回日本カーリング選手権：3位（優勝：チームジャパン）

1998年-1999年シーズン　
- 第7回日本ジュニアカーリング選手権：2位（優勝：シムソンズ）
- 第16回日本カーリング選手権：予選敗退（優勝：シムソンズ）

1999年-2000年シーズン　
- 第8回日本ジュニアカーリング選手権：2位（優勝：空知こざくら）

2000年-2001年シーズン　
- 第9回日本ジュニアカーリング選手権：2位（優勝：空知こざくら）

2001年-2002年シーズン　
- 第19回日本カーリング選手権：予選敗退（優勝：POCKET）

2002年-2003年シーズン　
- 第20回日本カーリング選手権：2位（優勝：河西建設女子）

2003年-2004年シーズン　
- 第21回日本カーリング選手権：4位（優勝：フォルティウス（チーム青森））

2004年-2005年シーズン　
- 第22回日本カーリング選手権：優勝（2位：チーム青森県協会（チーム青森））
- 第18回長野県カーリング選手権大会：優勝

2005年-2006年シーズン
- トリノオリンピック・カーリング日本代表（女子）選考会：第1戦でチーム青森に敗れる（チーム青森が代表に決定）
- 第15回パシフィックカーリング選手権：優勝（2位：中国）
- 軽井沢国際カーリング選手権大会：3位
- 第23回日本カーリング選手権：2位（優勝：チーム青森）
- 世界カーリング選手権：11位
- 第19回長野県カーリング選手権大会：優勝

2006年-2007年シーズン
- 第19回長野県カーリング選手権大会：優勝（2位：GALLOP）
- 2007年世界女子カーリング選手権日本代表選考会：2勝3敗でチーム青森に敗れる（チーム青森が代表に決定）
- 第6回アジア冬季競技大会：2位（優勝：韓国）
- 第13回中部カーリング選手権大会：2位（優勝：軽井沢GALLOP）
- 第24回日本カーリング選手権：2位（優勝：チーム青森）
- 第20回長野県カーリング選手権大会：優勝（2位：GALLOP）

2007年-2008年シーズン
- 第14回中部カーリング選手権大会：3位（優勝：御代田ジュニア）
- 第25回日本カーリング選手権：2位（優勝：チーム青森）
- 軽井沢国際カーリング選手権大会：優勝（2位：チーム青森）
- 第21回長野県カーリング選手権大会：優勝

2008年-2009年シーズン
- 第15回中部カーリング選手権：2位
- 第22回長野県カーリング選手権大会：優勝

2009年-2010年シーズン
- バンクーバーオリンピック代表選考会：2位（優勝：チーム青森）
- 第23回長野県カーリング選手権大会：優勝

## その他
- カーリングの普及活動にも非常に熱心で、ホームグラウンドである長野県御代田町のカーリングホールみよたなどで開催される初心者向けのカーリング教室や各種イベントなどにメンバーが講師としてしばしば参加していた。
- いち早くチームの公式ホームページとブログを立ち上げ、メンバー自らの手で定期的に更新し、積極的に情報発信を行なっていた。